# 新巴甫利夫卡 (别尔江斯克区)
新巴甫利夫卡（烏克蘭語：Новопавлівка），是烏克蘭東南部扎波羅熱州别尔江斯克区普里莫尔斯克市镇内的村落。始建於1938年，面積5.34平方公里，海拔高度27米，2001年人口1,534，人口密度每平方公里287.3人。